# Elecciones parlamentarias de Grecia de septiembre de 2015
Las elecciones parlamentarias de Grecia de septiembre de 2015 se celebraron el domingo 20 de septiembre de 2015, tras la renuncia del primer ministro Alexis Tsipras el 20 de agosto de 2015, luego de ejercer sus funciones desde el 26 de enero del mismo año, en un gobierno de coalición de los partidos SYRIZA y ANEL. En los comicios se eligieron los 300 escaños del Consejo de los Helenos, para un mandato constitucional de cuatro años. Esta fue la cuarta elección legislativa griega celebrada en los últimos tres años, en medio de la crisis de la deuda soberana.

## Antecedentes
El primer ministro Alexis Tsipras dimitió de su cargo el 20 de agosto de 2015 y llamó a nuevas elecciones, una semana después de acordar un tercer «programa de rescate» con la Comisión Europea, el BCE y el MEDE, en el marco de la crisis de la deuda soberana y la oposición de casi un tercio de los diputados del partido gobernante SYRIZA al programa negociado —lo cual desembocó en la creación del partido Unidad Popular por los 25 parlamentarios disidentes, provocando que el gobierno perdiera su mayoría en el parlamento—. Tras el anuncio de su dimisión, Tsipras se reunió con el presidente de la República, Prokopis Pavlópulos, para presentar formalmente su renuncia e iniciar el procedimiento previsto en la Constitución para la formación de un gobierno de transición, que tuviera un mandato hasta la elección de un nuevo primer ministro.
El 27 de agosto, ante la imposibilidad de formación de un nuevo gobierno, luego de los mandatos exploratorios infructuosos de los líderes de los partidos Nueva Democracia y Unidad Popular, la jueza Vasilikí Thanou —presidenta del Areópago o Corte Suprema de Casación de Grecia— asumió el cargo de primera ministra interina, y al día siguiente, el presidente Prokopis Pavlópulos decretó la disolución del Parlamento y convocó oficialmente las nuevas elecciones para el 20 de septiembre de 2015.

## Sistema electoral
El sufragio en Grecia es obligatorio, pero en la práctica no se sanciona a quienes no ejercen su derecho a voto. Desde el año 2009, se aplica un sistema electoral de representación proporcional «reforzado», con reparto de escaños usando el cociente Hare. En los comicios se elegen 250 parlamentarios, en listas abiertas, distribuidos así: 238 escaños adjudicados en 56 distritos electorales —48 plurinominales y 8 uninominales— y 12 escaños se distribuyen también proporcionalmente a nivel nacional. Los 50 escaños restantes se bonifican a la primera fuerza política. Para entrar en el Consejo de los Helenos, un partido debe obtener al menos el 3% de los votos. La mayoría absoluta se obtiene con 151 escaños.

## Resultados
A continuación se muestran los resultados electorales con el 100% de los votos escrutados:
| Elecciones parlamentarias de Grecia de septiembre de 2015 | |                                                               |           |        |       |         |     |  |  |  |  |
| Partido político                                          | Partido político                                                                                        | Líder(es)                                                     | Votos     | %      | +/–   | Escaños | +/– |  |  |  |  |
|                                                           | Coalición de la Izquierda Radical (SYRIZA)                                                              | Alexis Tsipras                                                | 1.925.904 | 35.46  | 0.88  | 145     | 4   |  |  |  |  |
|                                                           | Nueva Democracia (ND)                                                                                   | Vangelis Meimarakis                                           | 1.526.205 | 28.10  | 0.29  | 75      | 1   |  |  |  |  |
|                                                           | Asociación Popular—Amanecer Dorado (XA)                                                                 | Nikolaos Michaloliakos                                        | 379.581   | 6.99   | 0.71  | 18      | 1   |  |  |  |  |
|                                                           | Coalición Democrática (PASOK-DIMAR)                                                                     | Fofi Gennimata (PASOK) y Thanasis Theocharopoulos (DIMAR)     | 341.390   | 6.28   | 1.12  | 17      | 4   |  |  |  |  |
|                                                           | Partido Comunista de Grecia (KKE)                                                                       | Dimitris Kutsumbas                                            | 301.632   | 5.55   | 0.08  | 15      | 0   |  |  |  |  |
|                                                           | El Río (To Potami)                                                                                      | Stavros Theodorakis                                           | 222.166   | 4.09   | 1.96  | 11      | 6   |  |  |  |  |
|                                                           | Griegos Independientes—Alianza Patriótica Nacional (ANEL)                                               | Panos Kammenos                                                | 200.423   | 3.69   | 1.06  | 10      | 3   |  |  |  |  |
|                                                           | Unión de Centristas (EK)                                                                                | Vassilis Leventis                                             | 186.457   | 3.43   | 1.64  | 9       | 9   |  |  |  |  |
|                                                           | |                                                               |           |        |       |         |     |  |  |  |  |
|                                                           | Unidad Popular (LAE)                                                                                    | Panagiotis Lafazanis                                          | 155.242   | 2.86   | Nuevo | 0       | ±0  |  |  |  |  |
|                                                           | Frente de la Izquierda Anticapitalista Griega—Partido Revolucionario de los Trabajadores (ANTARSYA-EEK) | Comité de 17 miembros                                         | 46.096    | 0.85   | 0.17  | 0       | ±0  |  |  |  |  |
|                                                           | Frente Popular Unido (EPAM)                                                                             | Dimitris Kazakis                                              | 41.631    | 0.77   | Nuevo | 0       | ±0  |  |  |  |  |
|                                                           | Sociedad (Koinonia)—Partido Político de los Sucesores de Kapodistria                                    | Michalis Iliadis                                              | 35.534    | 0.65   | Nuevo | 0       | ±0  |  |  |  |  |
|                                                           | Recrear Grecia (DX)                                                                                     | Thanos Tzimeros                                               | 28.936    | 0.53   | Nuevo | 0       | ±0  |  |  |  |  |
|                                                           | Demócratas-Sociedad de Valores-Partido Pirata de Grecia (D-KA-KPE)                                      | Eugene Kalaitzopoulos, Stylianos Fenek y Thanasis Gounaris    | 15.257    | 0.28   | Nuevo | 0       | ±0  |  |  |  |  |
|                                                           | Partidos Comunistas Marxistas-Leninistas de Grecia (KKE (M-L)—M-L KKE)                                  | Comité de 4 miembros                                          | 8.944     | 0.16   | 0.03  | 0       | ±0  |  |  |  |  |
|                                                           | Unión Patriótica-Encuentro Popular Griego (ELAS)                                                        | Georgios Anfantis, Panagiotis Xanthopoulos y Ulises Tiligadis | 6.253     | 0.12   | 0.04  | 0       | ±0  |  |  |  |  |
|                                                           | Liberación Democrática Popular Griega (ELLADA)                                                          | Konstantinos Papanikolas                                      | 4.425     | 0.08   | 0.05  | 0       | ±0  |  |  |  |  |
|                                                           | Organización de Comunistas Internacionalistas de Grecia (OKDE)                                          | Comité de 3 miembros                                          | 2.372     | 0.04   | 0.01  | 0       | ±0  |  |  |  |  |
|                                                           | Organización por la Reconstrucción del KKE (OAKKE)                                                      | Ilias Zafeiropoulos                                           | 2.263     | 0.04   | Nuevo | 0       | ±0  |  |  |  |  |
|                                                           | Candidatos independientes                                                                               | —                                                             | 1.139     | 0.02   | ±0.00 | 0       | ±0  |  |  |  |  |
|                                                           | |                                                               |           |        |       |         |     |  |  |  |  |
| Total                                                     | Total                                                                                                   | Total                                                         | 5.431.850 | 100.00 |       | 300     | ±0  |  |  |  |  |
|                                                           | |                                                               |           |        |       |         |     |  |  |  |  |
| Votos válidos                                             | Votos válidos                                                                                           | Votos válidos                                                 | 5.431.850 | 97.58  | 0.06  |         |     |  |  |  |  |
| Votos nulos                                               | Votos nulos                                                                                             | Votos nulos                                                   | 70.061    | 1.26   | 0.55  |         |     |  |  |  |  |
| Votos en blanco                                           | Votos en blanco                                                                                         | Votos en blanco                                               | 64.384    | 1.16   | 0.61  |         |     |  |  |  |  |
| Votos emitidos / participación electoral                  | Votos emitidos / participación electoral                                                                | Votos emitidos / participación electoral                      | 5.566.295 | 56.57  | 7.05  |         |     |  |  |  |  |
| Abstención                                                | Abstención                                                                                              | Abstención                                                    | 4.274.230 | 43.43  | 7.05  |         |     |  |  |  |  |
| Electores registrados                                     | Electores registrados                                                                                   | Electores registrados                                         | 9.840.525 |        |       |         |     |  |  |  |  |
|                                                           | |                                                               |           |        |       |         |     |  |  |  |  |

Fuente: Ministerio del Interior de Grecia

## Formación del gobierno
El 20 de septiembre de 2015, luego de la difusión de los resultados de las elecciones parlamentarias, Alexis Tsipras anunció junto a Panos Kammenos que formaría un gobierno de coalición entre SYRIZA y Griegos Independientes, reeditando la alianza concertada por estos partidos luego de las elecciones de enero de 2015.
El 21 de septiembre, el presidente de Grecia, Prokopis Pavlópulos, otorgó a Alexis Tsipras, líder de SYRIZA, el mandato para formar gobierno, por ser el partido político que obtuvo la mayoría relativa —145 escaños y 35,46 % de los votos— en las elecciones legislativas. Tsipras informó ese mismo día al presidente de la República que había alcanzado un acuerdo de gobierno entre SYRIZA y ANEL —que contaría con el apoyo de 155 parlamentarios de los 300 del Consejo de los Helenos— y fue juramentado para ejercer, por segunda vez, el cargo de primer ministro de Grecia. Después del juramento, el nuevo primer ministro y Vasilikí Thanou formalizaron la entrega del cargo.